# Donald Stoll
Lewis Donald Stoll chegou dos Estados Unidos como missionário no Brasil em 1974. Iniciou, junto com Asaph Borba, a Life Produções e Gravação Ltda.
Pianista e compositor, Donald ainda influencia toda uma geração de músicos no Brasil e nos EUA onde mora, com uma extensa obra, amplamente gravada no Brasil e alguns trabalhos na língua inglesa.
Casado com Gail, pai de seis filhos e avô de 7 netos.

## Discografia
- 1978: Celebraremos com Júbilo (com Asaph Borba)